# Engobierte Ware
Als Engobierte Ware, Glanztonkeramik oder Firnisware wird eine bestimmte Keramikwarenart aus der römischen Kaiserzeit bezeichnet. Hierbei handelt es sich meist um Trinkgeschirr aus tongrundiger, oft sehr dünnwandiger Irdenware, die mit einer in der Regel matten Engobe überzogen wurde.
Dieses Verfahren hatte neben einem dekorativen Charakter auch einen technischen Hintergrund. Durch spezielle Engoben wird ein Durchtritt von Flüssigkeit durch die Gefäßwände erschwert.

## Entwicklung

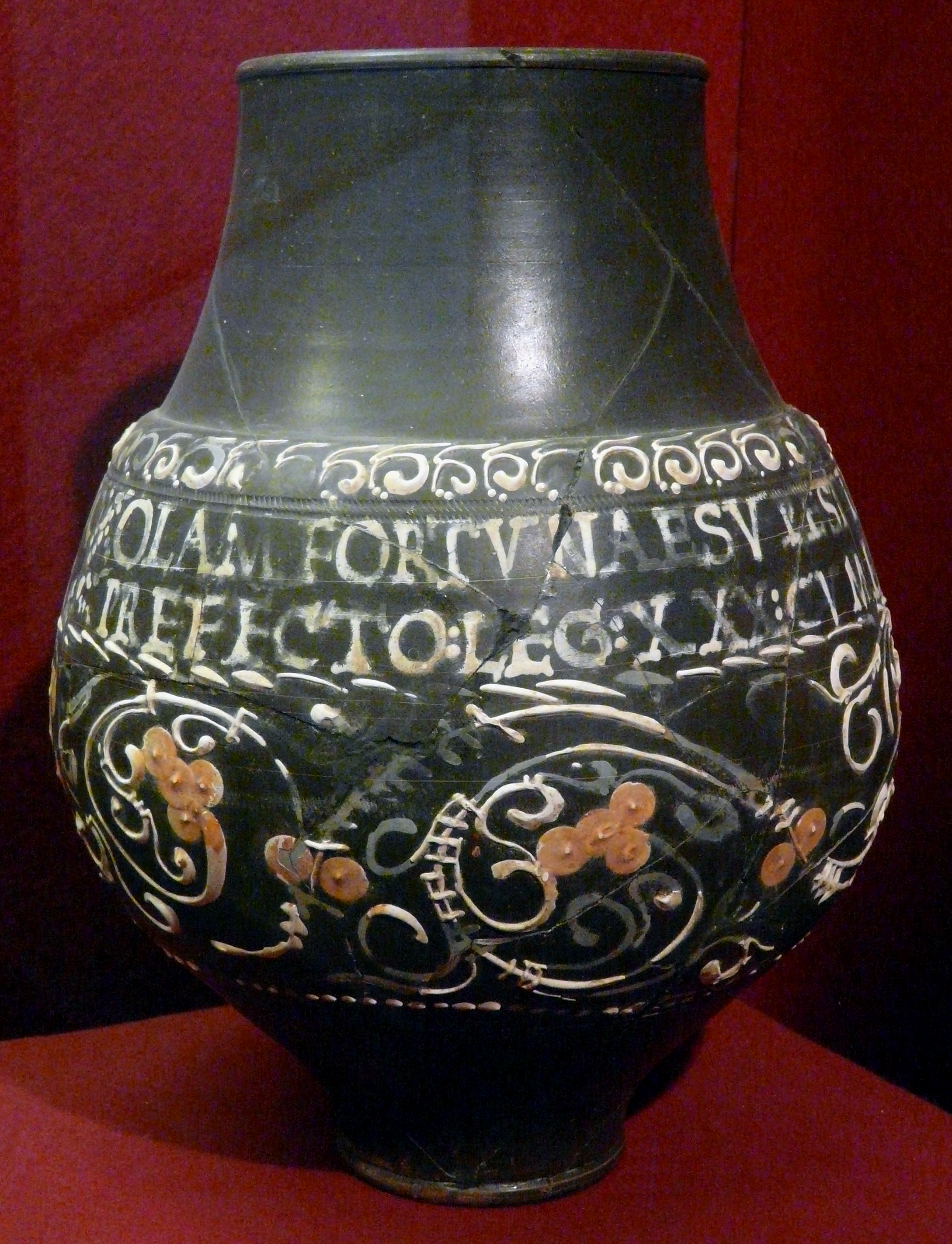
Engobierte Ware, Ende 3. Jh. (Trierer Spruchbecher); Gelduba, Grab 5555;
Museum Burg Linn, Krefeld

Engobierte Keramik erscheint erstmals in augusteischer Zeit, als vor allem die Randlippen von Tonbechern mit einer Engobe versehen wurden. Ab der claudischen Zeit werden komplette Gefäße innen und außen engobiert.
Die Färbung der Engobe wechselt von einem Rötlichgelb bis -braun im frühen 1. Jahrhundert hin zu einem Schwarzbraun bis Tiefschwarz ab dem 2. Jahrhundert. Im 3. Jahrhundert erlebte diese Technik ihren Höhepunkt.
Die im Rheinland produzierte Ware unterscheidet sich von in anderen Regionen hergestellter Keramik durch ihren hellen, fast weiß brennenden Scherben. Der Scherben von Engobierter Ware beispielsweise aus Raetien (siehe Raetische Firnisware) ist durch einen hohen Eisenanteil rot gefärbt.

## Dekor
Diese Warenart konnte mit Barbotine (siehe Schlickermalerei) oder mit Kerbmustern verziert werden. Um die Griffigkeit des Geschirrs zu verbessern, konnten engobierte Becher vor dem Brand mit Sand beworfen worden sein. Dieses Verfahren wird als Griesbewurf bezeichnet. Engoben wurden auch zu rein dekorativen Zwecken aufgebracht.
Ab dem ausgehenden 1. bis ins 2. Jahrhundert kommt engobiertes Geschirr vor, dessen Schlickerüberzug mit Glimmer versetzt ist. Es imitiert Bronzegefäße, ist aber verhältnismäßig selten.